# René le Rouillé
René le Rouillé (mort le 14 septembre 1559) est un ecclésiastique qui fut évêque de Senlis de 1537 à  1559.

## Biographie
René le Rouillé est issu d'une famille noble originaire de Paris. Il est chanoine de la Sainte-Chapelle de Paris et abbé de Notre-Dame du Val. Il est également depuis 1529 commendataire de l'abbaye d'Hérivaux, bénéfice ecclésiastique contrôlé par sa famille pendant plus d'une siècle qu'il transmet à son frère Pierre le Rouillé († 1578).
Il est d'abord doyen du chapitre puis nommé évêque de Senlis en 1537. Il fait son entrée dans sa cité épiscopale le 30 mars 1544 et assiste au sacre du roi Henri II de France en  1547. En 1550 pour réformer l'abbaye de la Victoire à Senlis, il s'appuie sur un arrêt du parlement de Paris  et participe aux États généraux de Paris en 1557. Il meurt le 14 septembre 1559. Il est inhumé dans l'église de l'abbaye d'Hérivaux.